# Eulamprus
Eulamprus – rodzaj jaszczurek z podrodziny Sphenomorphinae w rodzinie scynkowatych (Scincidae).

## Zasięg występowania
Rodzaj obejmuje gatunki występujące w Australii. 

## Systematyka

### Etymologia
- Eulamprus: gr. ευλαμπης eulampēs „jasno świecący”, od ευ eu „piękny”; λαμπης lampēs „słońce”[4][5].
- Costinisauria: Alec Baillie Costin (ur. 1925), australijski ekolog systemów górskich; σαυρος sauros „jaszczurka”[2]. Gatunek typowy: Lygosoma (Hinulia) quoyi kosciuskoi Kinghorn, 1932.

### Podział systematyczny
Do rodzaju należą następujące gatunki: 
- Eulamprus heatwolei
- Eulamprus kosciuskoi
- Eulamprus leuraensis
- Eulamprus quoyii
- Eulamprus tympanum